# Gyrolepidoides
Gyrolepidoides cuyanus
Genre
Genre
Gyrolepidoides est un genre fossile de poissons à nageoires rayonnées marins qui vivaient lors du Trias supérieur. Ce genre n'est représenté que par une espèce considérée comme un nomen dubium, Gyrolepidoides cuyanus,.

## Systématique
Le nom valide complet (avec auteur) de ce taxon est Gyrolepidoides Cabrera, 1944.